# Емінак (скіф)

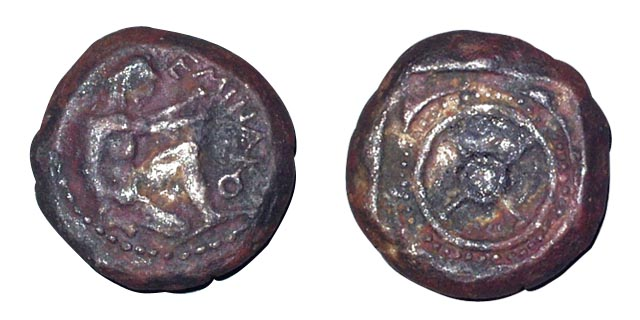
Статер Ольвіополісу з легендою ЕМІНАКО. Одеський музей нумізматики

Емінак (дав.-гр. Εμινακος) — представник правлячої династії скіфів у Ольвії, з ім'ям якого карбувались перші срібні монети (статери) в історії Ольвії. Відповідно до запропонованого П. О. Каришковським датування, а саме між 460–440 рр. до н. е., час представництва Емінака відповідає часу панування династа Скіла (~465 — ~446). Імовірно, належав до правлячої династії Європейської Скіфії.
Карбування срібної монети з ім'ям представника династії відображало спробу ольвіополітів протистояти торговій експансії на терена Скіфії Істрії, яку протежував династ Скіл.
Етимологія імені:
грец. Εμινακος < скіф. Aminaka — укр. «неслабнучий, незгасаючий».

## Інші відомі на сьогодення згадки цього імені та історичні персони з даним ім'ям
- Емінак — графіті на фрагменті чорнолакового скіфосу, датованому V ст. до н. е., а саме: грец. "[Ἐμι]νάκο̄ εἰμὶ [— —]";[3]
- близький антропонім Хімінако (грец. "Χιμυνακης") — графіті на дні чорнолакового кіліку, який датовано бл. 500 р. до н. е.[4]